# Agira
Agira – miejscowość i gmina we Włoszech, w regionie Sycylia, w prowincji Enna.
Według danych na rok 2004 gminę zamieszkuje 8351 osób, 51,2 os./km².
W Agirze – starożytne Agyrium – urodził się grecki historyk Diodor Sycylijczyk.